# Stipa mongholica
Stipa mongholica är en gräsart som beskrevs av Porphir Kiril Nicolai Stepanowitsch Turczaninow och Carl Bernhard von Trinius. Stipa mongholica ingår i släktet fjädergrässläktet, och familjen gräs. Inga underarter finns listade i Catalogue of Life.